# متعدد الكهارل

متعدد سلفونات الستايرين: مثال على متعدد الكهارل

متعدد الكهارل  (أو متعدد التكهرل) هي بوليمرات تحوي وحداتها المتكررة على كهرل في بنيتها. تحمل الكهارل شحنة كهربائية، وهي تميل للتفكك في المحاليل المائية، مما يجعل هذه الأنواع الكيميائية مشحونة، ومتميزة بخواصها، إذ تجمع متعددات الكهارل بين خواص الكهارل (الإلكتروليتات) وبين البوليمرات ذات الوزن الجزيئي المرتفع.
تعرف متعددات الكهارل وفق الاتحاد الدولي للكيمياء البحتة والتطبيقية (IUPAC) بأنها بوليمرات تتألف من جزيئات ضخمة بحيث يحوي الجزء الأعظمي من الوحدات المكونة على مجموعات أيونية أو قابلة للتأين، أو كليهما.
من الأمثلة الحيوية على متعددات الكهارل كل من الببتيدات والغليكوزأمينوغليكانات والحمض النووي الريبوزي منقوص الأكسجين (دنا).